# Elektra (Software)
Elektra ist eine Initiative mit dem Ziel, eine einheitliche Schnittstelle zu Konfigurationinformationen von Software zu schaffen. Die Konfigurationsinformationen sollen dabei in einem einheitlichen Format für Anwendungen verfügbar sein. Dazu dient eine einheitliche Elektra-API.

## Hintergrund
Programme, die für unixoide Systeme entwickelt werden, arbeiten zurzeit nicht mit einer zentralen Konfigurationsdatenbank, wie man es beispielsweise von Windows (die Registrierungsdatenbank) kennt. Die Flexibilität der bisher in Unix üblichen Konfigurationsdateien wird mehrheitlich als Vorteil betrachtet. Es ergeben sich dadurch jedoch auch einige Nachteile:
- Der Aufbau von Konfigurationsdateien ist nicht standardisiert und ist daher von Programm zu Programm unterschiedlich.
- Die Position von Konfigurationsdateien innerhalb des Systems ist nur teilweise standardisiert und kann deshalb von System zu System variieren.
- Aus den beiden obigen Problemen ergibt sich, dass es keine einheitliche Schnittstelle (API) gibt, mit der Programme auf die Konfigurationsinformationen zugreifen können. Jedes Programm kennt in erster Linie nur die eigene Konfiguration. Der Zugriff auf die Konfigurationen anderer Programme ist nicht oder nur eingeschränkt möglich.

## Funktionalität von Elektra
Elektra ist in erster Linie eine Bibliothek, die den Anwendungen als Schnittstelle zu den Konfigurationsinformationen dient. Die Information wird – ähnlich der Registrierungsdatenbank von Windows – in einem Baum und mit Schlüsseln strukturiert. Es sind unterschiedliche Speicherformate und verteilte Speicherorte für die Konfigurationsinformationen vorgesehen. Wo und in welchem Format diese Informationen letztendlich gespeichert werden, lässt sich durch Auswahl eines entsprechenden Plug-Ins und sogenannte Mount points beeinflussen. Damit die Elektra-Bibliothek möglichst vielseitig verwendbar ist, hat sie neben den C-Standard-Bibliothek keine zwingenden Abhängigkeiten. Auf die Verwendung eines Daemons wurde absichtlich verzichtet, um keinen „Single Point of Failure“ zu schaffen. Neben der Bibliothek entwickelt das Elektra-Projekt auch Tools (sowohl mit grafischer Oberfläche als auch als Kommandozeilentool), mit denen Benutzer die Konfigurationsinformationen einsehen und bearbeiten können.

## Plug-Ins
Durch das parallele Zugreifen auf die unterschiedlichsten Plug-Ins wird eine ähnlich hohe Flexibilität erreicht, wie mit den bisher unter Unix üblichen Konfigurationsdateien. Dies stellt auch einen wesentlichen Unterschied zu anderen Konfigurationsdatenbank-Konzepten dar. Beliebige weitere Speicherformate, wie z. B. Datenbanken, PHP-Konfigurationsinformationen oder sogar Excel-Dateien, sind dank dem flexiblen Plug-in-System von Elektra vorstellbar bzw. teilweise realisiert. Plugins können auch für import und export verwendet werden.
Eine Auflistung existierender Plug-Ins ist im Readme auf der Elektra Homepage zu finden.

## Aufbau der Informationsstruktur

### Schlüssel
Ähnlich wie die Windows-Registrierungsdatenbank verwendet Elektra eine Baumstruktur aus Schlüsseln, in der die Konfigurationsinformationen abgelegt wird. Schlüssel können, wie Ordner im Dateisystem, beliebig verschachtelt werden. Es werden aber auch beliebige andere Metadaten, z. B. Auskommentieren in Konfigurationsdateien unterstützt und ermöglicht in Gegensatz zur Windows-Registrierungsdatenbank eine Dokumentation in der Konfigurationsdatenbank selbst zu erstellen.
Die Schlüssel-Pfade der Elektra-Baum-Struktur weisen Ähnlichkeiten mit einem Unix-Dateisystem auf: Es gibt vergleichbar dem Stammverzeichnis einen systemweiten Stamm-Schlüssel. Die Schlüssel werden in einem Pfad mit einem Schrägstrich (/) voneinander getrennt. Werte werden je nach Plug-In, z. B. mit einem Gleichheitszeichen (=) vom Schlüssel-Pfad abgegrenzt:
```
schlüssel_1/schlüssel_2=wert_1
schlüssel_1/schlüssel_2/schlüssel_3=wert_2
schlüssel_1/schlüssel_2/schlüssel_3=wert_3

```

Einige Beispiele für festgelegte Schlüssel:
| Pfad in Elektra       | Inhalt                                                  | bisherige Konfigurationsdatei oder Inhalt eines Verzeichnisses in einem Linux/Unix-System nach FHS |
| --------------------- | ------------------------------------------------------- | -------------------------------------------------------------------------------------------------- |
| system:/              | Host-spezifische Systemkonfiguration                    | /etc/                                                                                              |
| user:/                | Konfigurationen des gerade aktuellen Benutzers          | ~/.*                                                                                               |
| dir:/                 | Konfigurationen im aktuellen Verzeichnis (wie bei .git) | $PWD                                                                                               |
| spec:/                | Spezifikation von Konfigurationen                       | es gibt keine Entsprechung                                                                         |
| /                     | Kaskadierende Suche in allen Namensbereichen            | es gibt keine Entsprechung                                                                         |
| /elektra/mountpoints/ | Konfiguration von Elektra selbst                        | es gibt keine Entsprechung                                                                         |

### Werte
Elektra unterstützt String (Text) und Binary (Binärdaten). Von der Verwendung von Binary wird jedoch abgeraten, da sie als „unmanageable blackboxes“ betrachtet werden.
Elektra arbeitet intern mit UTF-8, daher werden alle Strings vor der Speicherung in UTF-8 konvertiert (mittels iconv plugin).